# Оправдичи
Оправдичи (серб. Оправдићи / Opravdići) — село в общине Братунац Республики Сербской Боснии и Герцеговины. Население составляет 295 человек по переписи 2013 года.

## География
Занимаемая площадь — 1525 гектаров.